# الخمسة الكبار (كرة القدم)

خريطة تُظهر الدول الخمس الكبرى في كرة القدم للرجال.
إنجلترا (الدوري الإنجليزي)
إسبانيا (الدوري الأسباني)
إيطاليا (الدوري الإيطالي)
ألمانيا (الدوري الألماني)
فرنسا (الدوري الفرنسي)

يشير مصطلح الخمسة الكبار إلى دوريات الخمسة الكبرى في كرة القدم في إنجلترا وألمانيا وإسبانيا وإيطاليا وفرنسا. اعتبارًا من 2024، تعتبر الدوريات الخمسة الأوروبية الكبرى من حيث الحجم والشعبية بالترتيب الاتي بالنسبة للرجال: الدوري الإنجليزي الممتاز، والدوري الألماني، والدوري الإسباني، والدوري الإيطالي، والدوري الفرنسي. بالنسبة للسيدات ترتب كالتالي: دوري السوبر الإنجليزي للسيدات، والدوري الألماني للسيدات، والدوري الإسباني، والدوري الإيطالي، والدوري الفرنسي الممتاز.
تصنف شركة Ace Advisory Zrt، (وهي شركة مجرية خاصة تعمل في مجال استشارات الأعمال الرياضية والترفيهية القائمة على البيانات)، مع منصة Football Benchmark الخاصة بالبيانات والتحليلات، يعملوا منذ 2016 على تصنف أبرز 32 نادي لكرة قدم في أوروبا حسب قيمتها المؤسسية. وصل عدد الأندية من الدوريات الخمس الكبرى إلى أبرز مستوي في تصنيف عام 2023، حيث بلغ عدد الأندية من الدوريات الخمسة الكبرى 29 نادي في التصنيف، وهو ما يشكل 97% من إجمالي القيمة المالية الإجمالية لأفضل 32 ناديًا، وهو ما يسلط الضوء بشكل كبير على القوة المالية للأندية الدوريات الخمسة الكبري. غالبًا ما يُعتبر الدوري الإنجليزي الممتاز هو الدوري الأكثر تنافسية وربحية ماليًا، حيث يولد مليارات الدولارات من الإيرادات سنويًا ويتمتع بنسبة مشاهدة عالمية وجمهورية عالمية. ويشتهر الدوري الألماني بمعدلات الحضور الجماهري العالية. ويتميز الدوري الإسباني بإنه موطن لعمالقة كرة القدم وهي أندية برشلونة وريال مدريد، حيث يتميز نادي ريال مدريد بأنه الأكثر نجاحًا في تحقيق البطولات على مستوي العالم في المسابقات المحلية والأوروبية والدولية في كأس العالم للأندية. تشتهر بطولة الدوري الإيطالي الدرجة الأولى بتطورها التكتيكي، كما أنها تمتلك تاريخًا غنيًا بالأبطال الأوروبيين والعالميين. لا يزال يعتبر الدوري الفرنسي الدرجة الأولى الأضعف مقارنة بالدوريات الخمس الكبرى الأخرى فيما يتعلق بالقيمة المالية وفوز أنديته بالألقاب الأوروبية والدولية، إلى أنه ينتج المواهب من الطراز العالمي،وهو موطن لنادي باريس سان جيرمان، وهو نادٍ يتمتع بنفوذ دولي كبير.
وفي كرة القدم النسائية، يعد دوري السوبر للسيدات في إنجلترا والدوري الألماني للسيدات في ألمانيا من بين الوجهات الرئيسية للاعبات كرة القدم المتميزات. لقد قطعت دوري الدرجة الأولى الإسباني والدوري الإيطالي الدرجة الأولى والدوري الفرنسي الدرجة الأولى للسيدات خطوات كبيرة في مجال احتراف كرة القدم النسائية واستقطاب جمهور أكبر ورعاية أكبر.

## السوق
| # | قادة السوق                                  | الإيرادات (مليار يورو) | يشارك |
| --- | ------------------------------------------- | ---------------------- | ----- |
| 1 | الدوريات الخمس الكبرى                       | 17.2                   | 58.3% |
| 2 | جميع الدوريات غير الخمس الكبرى              | 6.1                    | 20.7% |
| 3 | الفيفا والاتحاد الأوروبي والاتحادات الوطنية | 3.5                    | 11.9% |
| 4 | الدول الخمس الكبرى والدوريات الأخرى         | 2.7                    | 9.2%  |
| الإيرادات من الدوريات الوطنية الكبرى في إنجلترا وفرنسا وألمانيا وإيطاليا وإسبانيا الإيرادات من جميع الدوريات الاحترافية (باستثناء الدرجة الأولى) في إنجلترا وفرنسا وألمانيا وإيطاليا وإسباني الإيرادات من جميع الدوريات الوطنية في جميع اتحادات الاتحاد الأوروبي الخمسين الأخرى خارج "الخمسة الكبار" الإيرادات الأوروبية للاتحاد الدولي لكرة القدم (فيفا)، وإيرادات الاتحاد الأوروبي لكرة القدم (ناقص المدفوعات للأندية والاتحادات)، وإيرادات الاتحادات الوطنية (ناقص المدفوعات للأندية) خلال موسمي 2021/22 و2022 (حسب نهاية السنة المالية المعنية) |                                             |                        |       |

في كرة القدم للرجال، تهيمن الموارد والإيرادات المجمعة للدوريات المحلية الخمس الكبرى على كرة القدم العالمية؛ وفقًا لـستاتيستا، حيث يبلغ إجمالي إيرادات الدوريات الخمسة الكبري 15.6 مليار يورو. يتميز الدوري الإنجليزي الممتاز بشعبية وإيرادات أكبر من الدوريات الأربعة الأخرى، حيث يؤثر كلا العاملين على الآخر؛ وتستمد إيرادات الدوري في الغالب من بيع حقوق البث إلى الأسواق العالمية بناءً على شعبية الدوري في جميع أنحاء العالم، من خلال العطاءات المتنافسة. يتمتع الدوري الألماني بأعلى متوسط حضور جماهيري للمباريات، في حين تكون قيمة العلامة التجارية الأقوى في الفرق في الدوري الإسباني، وهي لناديي ريال مدريد وبرشلونة.
لقد ساهمت قواعد اللعب المالي النظيف التي وضعها الاتحاد الأوروبي لكرة القدم في تعزيز الأداء المالي لكرة القدم الأوروبية بشكل كبير. وقد أدت هذه اللوائح إلى إلغاء المستحقات المتأخرة وتحويل الخسارة الصافية المقدرة ب 1.7 مليار يورو في عام 2010/2011 إلى ربح صافٍ قدره 579 مليون يورو في عام 2016/2017. بالإضافة إلى ذلك، تحسنت مراكز حقوق الملكية بشكل ملحوظ على مدى العقد الماضي، تعكس حقوق الملكية القدرة المالية لأندية دوريات الدرجة الأولى الأوروبية. وينمو معدل بيع حقوق الملكية لبطولات الدوري الخمس الكبرى سنويا. حيث تراوح نسية النمو من 7.5٪ في إنجلترا إلى 17.9٪ في فرنسا.
أشار موقع بليتشر ريبورت إلى أن الدوريات الخمسة الكبري يستفيدون جميعًا من تطوير علامتهم التجارية الخاصة بلعبة كرة القدم". اقترح الموقع أن الدوري الهولندي الممتاز Eredivisie كان يعتبر مشابهًا للخمسة الكبار من حيث كرة القدم، لكنه لم يصل إلى نفس الشعبية أو مستويات التمويل لأنه يتم تجاهله من قبل المشجعين الدوليين لصالح الخمسة.

## جودة
يُنظر إلى الدوريات الخمسة الكبري على أنهم الدوريات الجماعية التي يذهب إليها أفضل اللاعبين في العالم للتطور والتألق،  ومن المتفق عليه أن الدوريات الخمسة الكبري "يمثلون قمة كرة القدم الأوروبية". ومع ذلك، فإن مشجعي كرة القدم وخاصة في المناطق المختلفة غالبا ما يناقشون جودة كل دوري مقارنة بالدوريات الأخرى. اعتبارًا من عام 2023، تتصدر الأندية الدوريان الخمسة الكبرى معامل الاتحاد الأوروبي لكرة القدم للدوريات المحلية للرجال والسيدات في أوروبا. يصنف المعامل على أساس أداء الفرق المحلية في المسابقات الأوروبية؛ اقترح موقع تحليلات كرة القدم Breaking the Lines أن الهيمنة المستمرة للفرق الخمس الكبرى في معامل كرة القدم للرجال تعتمد على ظن فرق من دول أخرى بالرغم من كونها جيدة أن الفرق الدوريات الخمسة أفضل من فرقها عند إشراك أفضل تشكيلة لديها معتقدة أن الأفضل الحصول على الألقاب المحلية بدلاً من المنافسة على الألقاب الأوروبية، وأن فرق الدوريات الخمس الكبرى لديها الموارد المتاحة للأداء في تلك المسابقتين. تتجلى هيمنة فرق الدوريات الخمسة الكبري بشكل خاص في المسابقة الأكثر شهرة في كرة القدم الأوروبيةدوري أبطال أوروبا ، حيث شاركت فقط فرق من الخمس الدوريات الكبري في النهائيات دوري الأبطال منذ نهائي نسخة عام 2004 ، حيث كان بورتو هو النادي الأخير خارج الخمسة الكبار الذي يتنافس في النهائي. وفيما يتعلق بالمنتخبات الوطنية، فهم أيضًا الدول الأوروبية الخمس الوحيدة التي فازت بكأس العالم لكرة القدم .
كانت كرة القدم النسائية أقل مركزية، وفي أوروبا كانت كرة القدم النسائية قوية في الدول الاسكندنافية ؛  ومع تزايد شعبيتها، استثمرت أكبر أسواق كرة القدم (الرجالية) المزيد مما أدى إلى التحويل دوريتها نحو فرق دوريات الخمس الكبري. احتفظت السويد بمكانها في معامل الاتحاد الأوروبي لكرة القدم بدلاً من إيطاليا حتى عام 2022.
في عام 2021، حاولت العديد من فرق الرجال من الدوريات الخمس الكبرى في إنجلترا وإيطاليا وإسبانيا إنشاء دوري السوبر الأوروبي، لكنها قوبلت بالرفض من الاتحاد الأوروبي والفيفا. وذكرت التقارير أنه تم توجيه الدعوات لمشاركت فرق من ألمانيا وفرنسا للانضمام إلى المشروع، إلا أنهما رفضتا.

## السجلات والإحصائيات

### النوادي

#### الأداء في مسابقات الدرجة الأولى الحالية للاتحاد الأوروبي لكرة القدم
| البطولة                              | البطولة   | إسبانيا | إنجلترا | إيطاليا | ألمانيا | فرنسا | الملاحظة |
| ------------------------------------ | --------- | ------- | ------- | ------- | ------- | ----- | --- |
| دوري أبطال أوروبا/ كأس أوروبا        | الفائزون  | 20      | 15      | 12      | 8       | 1     | 56 من 69 مواسم من دوري أبطال أوروبا للسيدات فاز بها نادي من الدوريات الخمسة الكبار بنسبة تصل إلى (81%)                         |
| دوري أبطال أوروبا/ كأس أوروبا        | النهائيات | 31      | 26      | 29      | 19      | 7     | 112 من أصل 138 من المتأهلين لنهائي دوري أبطال أوروبا (81%) كانت أندية من الدوريات الخمسة                                       |
| الدوري الأوروبي/كأس الاتحاد الأوروبي | الفائزون  | 14      | 9       | 10      | 7       | –     | 40 من 53 مواسم من الدوري الأوروبي فاز بها نادي من الدوريات الخمسة الكبار بنسبة تصل إلى (75%)                                   |
| الدوري الأوروبي/كأس الاتحاد الأوروبي | النهائيات | 19      | 17      | 18      | 16      | 5     | 75 من أصل 106 من المتأهلين لنهائي الدوري الأوروبي(71%) كانت أندية من الدوريات الخمسة                                           |
| دوري المؤتمر الأوروبي                | الفائزون  | –       | 1       | 1       | –       | –     | 2 من 3 مواسم من دوري المؤتمر الأوروبي فاز بها نادي من الدوريات الخمسة الكبار بنسبة تصل إلى (67%) كانت أندية من الدوريات الخمسة |
| دوري المؤتمر الأوروبي                | النهائيات | –       | 1       | 3       | –       | –     | 4 من أصل 6 من المتأهلين إلى نهائي دوري المؤتمر الأوروبي (67%) كانت أندية من الدوريات الخمسة                                    |
| المجموع الكلي                        | الفائزون  | 34      | 25      | 23      | 15      | 1     | 98 من أصل 125 بطولة من بطولات الدرجة الأولى الحالية للاتحاد الأوروبي لكرة القدم (78%) فاز بها نادي من الدوريات الخمسة الكبري   |
| المجموع الكلي                        | النهايات  | 50      | 44      | 50      | 35      | 12    | 192 من أصل 250 فريقًا حاليًا من الفرق المتأهلة لنهائيات دوري الدرجة الأولى الأوروبي (77%) كانت أندية من الدوريات الخمسة الكبري.  |

| مسابقة                    | مسابقة    | ألمانيا | فرنسا | إسبانيا | انجلترا | إيطاليا | ملحوظة                                                                                                 |
| ------------------------- | --------- | ------- | ----- | ------- | ------- | ------- | --- |
| دوري أبطال أوروبا للسيدات | الفائزون  | 9       | 8     | 3       | 1       | -       | 21 من 23 مواسم من دوري أبطال أوروبا للسيدات فاز بها نادي من الدوريات الخمسة الكبار بنسبة تصل إلى (91%) |
| دوري أبطال أوروبا للسيدات | النهائيات | 17      | 13    | 5       | 2       | -       | 37 من أصل 46 من المتأهلين لنهائي دوري أبطال أوروبا للسيدات (80%) كانت أندية من الدوريات الخمسة الكبار  |

#### الأداء في مسابقات الدرجة الأولى التابعة للاتحاد الأوروبي لكرة القدم التي ألغيت
وعلى النقيض من مسابقات الاتحاد الأوروبي الحالية، أظهرت بطولة كأس الكؤوس الأوروبية أيضًا هيمنة الأندية الخمسة الكبرى، بلغت نسبة فوز نادي من أندية الدوريات الخمسة الكبري باللقب 69% من إجمالي الأندية الفائزة باللقب . كما بلغت نسبة مشاركة نادي في النهائيات من أندية الدوريات الخمسة الكبري 62% من الأندية التي وصلوا إلى النهائي.
كأن يشارك نادي واحد من أندية الدوريات الخمسة الكبري إذا كأن بطل الكأس المحلي متأهل إلى كأس أوروبا / دوري أبطال أوروبا. عدا ذلك كان يشارك نادين من كل دوري من الدوريات الخمسة الكبري.
| مسابقة                             | مسابقة    | انجلترا | إسبانيا | إيطاليا | ألمانيا | فرنسا | ملحوظة                                                                                     |
| ---------------------------------- | --------- | ------- | ------- | ------- | ------- | ----- | ------------------------------------------------------------------------------------------ |
| كأس أبطال الكؤوس الأوروبية (ألغيت) | الفائزون  | 8       | 7       | 7       | 4       | 1     | 27 من 39 مواسم كأس أبطال الكؤوس الأوروبية (69% ) فاز بها نادي من الدوريات الخمسة الكبري    |
| كأس أبطال الكؤوس الأوروبية (ألغيت) | النهائيات | 13      | 14      | 11      | 8       | 3     | 49 من 78 من نهائيات كأس أبطال الكؤوس الأوروبية (63% ) كانت أندية من الدوريات الخمسة الكبري |

 باستثناء الأندية من ألمانيا الشرقية

#### قائمة الأبطال في الدوريات الخمسة الكبرى
يوضح الجدول أدناه الفرق الفائزة في جميع الدوريات الخمسة الكبرى للرجال حسب الموسم.
| الموسم    | إنجلترا              | ألمانيا                   | إسبانيا             | إيطاليا      | فرنسا                  |
| --------- | -------------------- | ------------------------- | ------------------- | ------------ | ---------------------- |
| 1888–89   | بريستون نورث إيند    | ---                       | ---                 | ---          | ---                    |
| 1889–90   | بريستون نورث إيند    | ---                       | ---                 | ---          | ---                    |
| 1890–91   | إيفرتون              | ---                       | ---                 | ---          | ---                    |
| 1891–92   | سندرلاند             | ---                       | ---                 | ---          | ---                    |
| 1892–93   | سندرلاند             | ---                       | ---                 | ---          | ---                    |
| 1893–94   | أستون فيلا           | ---                       | ---                 | ---          | Standard Athletic Club |
| 1894–95   | سندرلاند             | ---                       | ---                 | ---          | Standard Athletic Club |
| 1895–96   | أستون فيلا           | ---                       | ---                 | ---          | النادي الفرنسي         |
| 1896–97   | أستون فيلا           | ---                       | ---                 | ---          | Standard Athletic Club |
| 1897–98   | شيفيلد يونايتد       | ---                       | ---                 | جنوة         | Standard Athletic Club |
| 1898–99   | أستون فيلا           | ---                       | ---                 | جنوة         | لوهافر                 |
| 1899–1900 | أستون فيلا           | ---                       | ---                 | جنوة         | لوهافر                 |
| 1900–01   | ليفربول              | ---                       | ---                 | ميلان        | Standard Athletic Club |
| 1901–02   | سندرلاند             | ---                       | ---                 | جنوة         | روبيه                  |
| 1902–03   | شيفيلد وينزداي       | لوكوموتيف لايبزيغ         | ---                 | جنوة         | روبيه                  |
| 1903–04   | شيفيلد وينزداي       | لا يوجد بطل               | ---                 | جنوة         | روبيه                  |
| 1904–05   | نيوكاسل يونايتد      | الأزرق والأبيض 1890 برلين | ---                 | يوفنتوس      | جاليا كلوب باريس       |
| 1905–06   | ليفربول              | لوكوموتيف لايبزيغ         | ---                 | ميلان        | روبيه                  |
| 1906–07   | نيوكاسل يونايتد      | نادي فريبيرغ              | ---                 | ميلان        | راسينغ كولومب          |
| 1907–08   | مانشستر يونايتد      | فيكتوريا برلين            | ---                 | برو فيرتشيلي | روبيه                  |
| 1908–09   | نيوكاسل يونايتد      | كارلسروه                  | ---                 | برو فيرتشيلي | هلفيتيك مرسيليا        |
| 1909–10   | أستون فيلا           | كارلسروه ف.ف              | ---                 | إنتر ميلان   | US Tourcoing           |
| 1910–11   | مانشستر يونايتد      | فيكتوريا برلين            | ---                 | برو فيرتشيلي | هلفيتيك مرسيليا        |
| 1911–12   | بلاكبيرن روفرز       | هولشتاين كيل              | ---                 | برو فيرتشيلي | فريجوس                 |
| 1912–13   | سندرلاند             | لوكوموتيف لايبزيغ         | ---                 | برو فيرتشيلي | هلفيتيك مرسيليا        |
| 1913–14   | بلاكبيرن روفرز       | غرويتر فورت               | ---                 | كاسالي       | أولمبيك ليل            |
| 1914–15   | إيفرتون              | ---                       | ---                 | جنوة         | ---                    |
| 1915–16   | ---                  | ---                       | ---                 | ---          | ---                    |
| 1916–17   | ---                  | ---                       | ---                 | ---          | ---                    |
| 1917–18   | ---                  | ---                       | ---                 | ---          | ---                    |
| 1918–19   | ---                  | ---                       | ---                 | ---          | لوهافر                 |
| 1919–20   | وست بروميتش ألبيون   | نادي نورنبرغ              | ---                 | إنتر ميلان   | ---                    |
| 1920–21   | بيرنلي               | نادي نورنبرغ              | ---                 | برو فيرتشيلي | ---                    |
| 1921–22   | ليفربول              | لا يوجد بطل               | ---                 | نوفيسي       | ---                    |
| 1922–23   | ليفربول              | نادي هامبورغ              | ---                 | جنوة         | ---                    |
| 1923–24   | هدرسفيلد تاون        | نادي نورنبرغ              | ---                 | جنوة         | ---                    |
| 1924–25   | هدرسفيلد تاون        | نادي نورنبرغ              | ---                 | بولونيا      | ---                    |
| 1925–26   | هدرسفيلد تاون        | غرويتر فورت               | ---                 | يوفنتوس      | ---                    |
| 1926–27   | نيوكاسل يونايتد      | نادي نورنبرغ              | ---                 | ---          | باريس تشارينتون        |
| 1927–28   | إيفرتون              | نادي هامبورغ              | ---                 | تورينو       | فرنسا                  |
| 1928–29   | شيفيلد وينزداي       | غرويتر فورت               | برشلونة             | بولونيا      | مارسيليا               |
| 1929–30   | شيفيلد وينزداي       | هرتا برلين                | أثلتيك بلباو        | إنتر ميلان   | ---                    |
| 1930–31   | أرسنال               | هرتا برلين                | أثلتيك بلباو        | يوفنتوس      | ---                    |
| 1931–32   | إيفرتون              | بايرن ميونخ               | ريال مدريد          | يوفنتوس      | ---                    |
| 1932–33   | أرسنال               | فورتونا دوسلدورف          | ريال مدريد          | يوفنتوس      | أولمبيك ليل            |
| 1933–34   | أرسنال               | شالكه 04                  | أثلتيك بلباو        | يوفنتوس      | سيت                    |
| 1934–35   | أرسنال               | شالكه 04                  | ريال بيتيس          | يوفنتوس      | سوشو                   |
| 1935–36   | سندرلاند             | نادي نورنبرغ              | أثلتيك بلباو        | بولونيا      | راسينغ كولومب          |
| 1936–37   | مانشستر سيتي         | شالكه 04                  | ---                 | بولونيا      | مارسيليا               |
| 1937–38   | أرسنال               | هانوفر 96                 | ---                 | إنتر ميلان   | سوشو                   |
| 1938–39   | إيفرتون              | شالكه 04                  | ---                 | بولونيا      | سيت                    |
| 1939–40   | ---                  | شالكه 04                  | أتلتيكو مدريد       | إنتر ميلان   | ---                    |
| 1940–41   | ---                  | رابيد فيينا               | أتلتيكو مدريد       | بولونيا      | ---                    |
| 1941–42   | ---                  | شالكه 04                  | فالنسيا             | روما         | ---                    |
| 1942–43   | ---                  | نادي درسدن ‏               | أثلتيك بلباو        | تورينو       | ---                    |
| 1943–44   | ---                  | نادي درسدن ‏               | فالنسيا             | ---          | ---                    |
| 1944–45   | ---                  | ---                       | برشلونة             | ---          | ---                    |
| 1945–46   | ---                  | ---                       | إشبيلية             | تورينو       | ليل                    |
| 1946–47   | ليفربول              | ---                       | فالنسيا             | تورينو       | روبيه توركوين          |
| 1947–48   | أرسنال               | نادي نورنبرغ              | برشلونة             | تورينو       | مارسيليا               |
| 1948–49   | بورتسموث             | نادي مانهايم ‏             | برشلونة             | تورينو       | ريمس                   |
| 1949–50   | بورتسموث             | نادي شتوتغارت             | أتلتيكو مدريد       | يوفنتوس      | بوردو                  |
| 1950–51   | توتنهام هوتسبير      | نادي كايزرسلاوترن         | أتلتيكو مدريد       | ميلان        | نيس                    |
| 1951–52   | مانشستر يونايتد      | نادي شتوتغارت             | برشلونة             | يوفنتوس      | نيس                    |
| 1952–53   | أرسنال               | نادي كايزرسلاوترن         | برشلونة             | إنتر ميلان   | ريمس                   |
| 1953–54   | وولفرهامبتون واندررز | هانوفر 96                 | ريال مدريد          | إنتر ميلان   | ليل                    |
| 1954–55   | تشيلسي               | روت فايس إيسن             | ريال مدريد          | ميلان        | ريمس                   |
| 1955–56   | مانشستر يونايتد      | بوروسيا دورتموند          | أثلتيك بلباو        | فيورنتينا    | نيس                    |
| 1956–57   | مانشستر يونايتد      | بوروسيا دورتموند          | ريال مدريد          | ميلان        | سانت إتيان             |
| 1957–58   | وولفرهامبتون واندررز | شالكه 04                  | ريال مدريد          | يوفنتوس      | ريمس                   |
| 1958–59   | وولفرهامبتون واندررز | آينتراخت فرانكفورت        | برشلونة             | ميلان        | نيس                    |
| 1959–60   | بيرنلي               | نادي هامبورغ              | برشلونة             | يوفنتوس      | ريمس                   |
| 1960–61   | توتنهام هوتسبير      | نادي نورنبرغ              | ريال مدريد          | يوفنتوس      | موناكو                 |
| 1961–62   | إيبسويتش تاون        | نادي كولن                 | ريال مدريد          | ميلان        | ريمس                   |
| 1962–63   | إيفرتون              | بوروسيا دورتموند          | ريال مدريد          | إنتر ميلان   | موناكو                 |
| 1963–64   | ليفربول              | نادي كولن                 | ريال مدريد          | بولونيا      | سانت إتيان             |
| 1964–65   | مانشستر يونايتد      | فيردر بريمن               | ريال مدريد          | إنتر ميلان   | نانت                   |
| 1965–66   | ليفربول              | ميونخ 1860                | أتلتيكو مدريد       | إنتر ميلان   | نانت                   |
| 1966–67   | مانشستر يونايتد      | آينتراخت براونشفايغ       | ريال مدريد          | يوفنتوس      | سانت إتيان             |
| 1967–68   | مانشستر سيتي         | نادي نورنبرغ              | ريال مدريد          | ميلان        | سانت إتيان             |
| 1968–69   | ليدز يونايتد         | بايرن ميونخ               | ريال مدريد          | فيورنتينا    | سانت إتيان             |
| 1969–70   | إيفرتون              | بوروسيا مونشنغلادباخ      | أتلتيكو مدريد       | كالياري      | سانت إتيان             |
| 1970–71   | أرسنال               | بوروسيا مونشنغلادباخ      | فالنسيا             | إنتر ميلان   | مارسيليا               |
| 1971–72   | ديربي كاونتي         | بايرن ميونخ               | ريال مدريد          | يوفنتوس      | مارسيليا               |
| 1972–73   | ليفربول              | بايرن ميونخ               | أتلتيكو مدريد       | يوفنتوس      | نانت                   |
| 1973–74   | ليدز يونايتد         | بايرن ميونخ               | برشلونة             | لاتسيو       | سانت إتيان             |
| 1974–75   | ديربي كاونتي         | بوروسيا مونشنغلادباخ      | ريال مدريد          | يوفنتوس      | سانت إتيان             |
| 1975–76   | ليفربول              | بوروسيا مونشنغلادباخ      | ريال مدريد          | تورينو       | سانت إتيان             |
| 1976–77   | ليفربول              | بوروسيا مونشنغلادباخ      | أتلتيكو مدريد       | يوفنتوس      | نانت                   |
| 1977–78   | نوتينغهام فورست      | نادي كولن                 | ريال مدريد          | يوفنتوس      | موناكو                 |
| 1978–79   | ليفربول              | نادي هامبورغ              | ريال مدريد          | ميلان        | ستراسبورغ              |
| 1979–80   | ليفربول              | بايرن ميونخ               | ريال مدريد          | إنتر ميلان   | نانت                   |
| 1980–81   | أستون فيلا           | بايرن ميونخ               | ريال سوسيداد        | يوفنتوس      | سانت إتيان             |
| 1981–82   | ليفربول              | نادي هامبورغ              | ريال سوسيداد        | يوفنتوس      | موناكو                 |
| 1982–83   | ليفربول              | نادي هامبورغ              | أثلتيك بلباو        | روما         | نانت                   |
| 1983–84   | ليفربول              | نادي شتوتغارت             | أثلتيك بلباو        | يوفنتوس      | بوردو                  |
| 1984–85   | إيفرتون              | بايرن ميونخ               | برشلونة             | هيلاس فيرونا | بوردو                  |
| 1985–86   | ليفربول              | بايرن ميونخ               | ريال مدريد          | يوفنتوس      | باريس سان جيرمان       |
| 1986–87   | إيفرتون              | بايرن ميونخ               | ريال مدريد          | نابولي       | بوردو                  |
| 1987–88   | ليفربول              | فيردر بريمن               | ريال مدريد          | ميلان        | موناكو                 |
| 1988–89   | أرسنال               | بايرن ميونخ               | ريال مدريد          | إنتر ميلان   | مارسيليا               |
| 1989–90   | ليفربول              | بايرن ميونخ               | ريال مدريد          | نابولي       | مارسيليا               |
| 1990–91   | أرسنال               | نادي كايزرسلاوترن         | برشلونة             | سامبدوريا    | مارسيليا               |
| 1991–92   | ليدز يونايتد         | نادي شتوتغارت             | برشلونة             | ميلان        | مارسيليا               |
| 1992–93   | مانشستر يونايتد      | فيردر بريمن               | برشلونة             | ميلان        | ---                    |
| 1993–94   | مانشستر يونايتد      | بايرن ميونخ               | برشلونة             | ميلان        | باريس سان جيرمان       |
| 1994–95   | بلاكبيرن روفرز       | بوروسيا دورتموند          | ريال مدريد          | يوفنتوس      | نانت                   |
| 1995–96   | مانشستر يونايتد      | بوروسيا دورتموند          | أتلتيكو مدريد       | ميلان        | أوكسير                 |
| 1996–97   | مانشستر يونايتد      | بايرن ميونخ               | ريال مدريد          | يوفنتوس      | موناكو                 |
| 1997–98   | أرسنال               | نادي كايزرسلاوترن         | برشلونة             | يوفنتوس      | لانس                   |
| 1998–99   | مانشستر يونايتد      | بايرن ميونخ               | برشلونة             | ميلان        | بوردو                  |
| 1999–2000 | مانشستر يونايتد      | بايرن ميونخ               | ديبورتيفو لاكورونيا | لاتسيو       | موناكو                 |
| 2000–01   | مانشستر يونايتد      | بايرن ميونخ               | ريال مدريد          | روما         | نانت                   |
| 2001–02   | أرسنال               | بوروسيا دورتموند          | فالنسيا             | يوفنتوس      | ليون                   |
| 2002–03   | مانشستر يونايتد      | بايرن ميونخ               | ريال مدريد          | يوفنتوس      | ليون                   |
| 2003–04   | أرسنال               | فيردر بريمن               | فالنسيا             | ميلان        | ليون                   |
| 2004–05   | تشيلسي               | بايرن ميونخ               | برشلونة             | ---          | ليون                   |
| 2005–06   | تشيلسي               | بايرن ميونخ               | برشلونة             | إنتر ميلان   | ليون                   |
| 2006–07   | مانشستر يونايتد      | نادي شتوتغارت             | ريال مدريد          | إنتر ميلان   | ليون                   |
| 2007–08   | مانشستر يونايتد      | بايرن ميونخ               | ريال مدريد          | إنتر ميلان   | ليون                   |
| 2008–09   | مانشستر يونايتد      | نادي فولفسبورغ            | برشلونة             | إنتر ميلان   | بوردو                  |
| 2009–10   | تشيلسي               | بايرن ميونخ               | برشلونة             | إنتر ميلان   | مارسيليا               |
| 2010–11   | مانشستر يونايتد      | بوروسيا دورتموند          | برشلونة             | ميلان        | ليل                    |
| 2011–12   | مانشستر سيتي         | بوروسيا دورتموند          | ريال مدريد          | يوفنتوس      | مونبلييه               |
| 2012–13   | مانشستر يونايتد      | بايرن ميونخ               | برشلونة             | يوفنتوس      | باريس سان جيرمان       |
| 2013–14   | مانشستر سيتي         | بايرن ميونخ               | أتلتيكو مدريد       | يوفنتوس      | باريس سان جيرمان       |
| 2014–15   | تشيلسي               | بايرن ميونخ               | برشلونة             | يوفنتوس      | باريس سان جيرمان       |
| 2015–16   | ليستر سيتي           | بايرن ميونخ               | برشلونة             | يوفنتوس      | باريس سان جيرمان       |
| 2016–17   | تشيلسي               | بايرن ميونخ               | ريال مدريد          | يوفنتوس      | موناكو                 |
| 2017–18   | مانشستر سيتي         | بايرن ميونخ               | برشلونة             | يوفنتوس      | باريس سان جيرمان       |
| 2018–19   | مانشستر سيتي         | بايرن ميونخ               | برشلونة             | يوفنتوس      | باريس سان جيرمان       |
| 2019–20   | ليفربول              | بايرن ميونخ               | ريال مدريد          | يوفنتوس      | باريس سان جيرمان       |
| 2020–21   | مانشستر سيتي         | بايرن ميونخ               | أتلتيكو مدريد       | إنتر ميلان   | ليل                    |
| 2021–22   | مانشستر سيتي         | بايرن ميونخ               | ريال مدريد          | ميلان        | باريس سان جيرمان       |
| 2022–23   | مانشستر سيتي         | بايرن ميونخ               | برشلونة             | نابولي       | باريس سان جيرمان       |
| 2023–24   | مانشستر سيتي         | باير 04 ليفركوزن          | ريال مدريد          | إنتر ميلان   | باريس سان جيرمان       |
| 2024–25   | ليفربول              | بايرن ميونخ               |                     |              | باريس سان جيرمان       |

المصادر: أبطال الدوري الإنجليزي ، أبطال الدوري الألماني،  أبطال الدوري الإسباني،  أبطال الدوري الإيطالي،  أبطال الدوري الفرنسي 

#### عدد مرات فوز الأندية بدوريتهم من أندية الدوريات الخمسة الكبري
| إنجلترا | ألمانيا | إسبانيا | إيطاليا | فرنسا |
| --- | --- | --- | --- | --- |
| - 20 – مانشستر يونايتد - 20 – ليفربول - 13 – أرسنال - 10 – مانشستر سيتي - 09 – إيفرتون - 07 – أستون فيلا - 06 – تشيلسي - 06 – سندرلاند - 04 – نيوكاسل يونايتد - 04 – شيفيلد وينزداي | - 34 – بايرن ميونخ - 09 – نادي نورنبرغ - 08 – بوروسيا دورتموند - 07 – شالكه 04 - 07 – نادي هامبورغ - 05 – بوروسيا مونشنغلادباخ - 05 – نادي شتوتغارت - 04 – نادي كايزرسلاوترن - 04 – فيردر بريمن - 03 – نادي كولن - 03 – لوكوموتيف لايبزيغ - 03 – غرويتر فورت | - 36 – ريال مدريد - 27 – برشلونة - 11 – أتلتيكو مدريد - 08 – أثلتيك بلباو - 06 – فالنسيا - 02 – ريال سوسيداد - 01 – ديبورتيفو لاكورونيا - 01 – ريال بيتيس - 01 – إشبيلية | - 36 – يوفنتوس - 20 – إنتر ميلان - 19 – ميلان - 09 – جنوة - 07 – تورينو - 07 – بولونيا - 07 – برو فيرتشيلي - 03 – روما - 03 – نابولي - 02 – فيورنتينا - 02 – لاتسيو | - 13 – باريس سان جيرمان - 10 – سانت إتيان - 09 – مارسيليا - 08 – موناكو - 08 – نانت - 07 – ليون - 06 – أولمبيك ليل - 06 – بوردو - 06 – ريمس - 06 – روبيه - 05 – Standard Athletic Club |

المصادر: 

### اللاعبين
|  | إنجليزي | ≙ | دوري كرة القدم الدرجة الأولى / الدوري الإنجليزي الممتاز (1888–1992 / 1992–) |
|  | فرنسي   | ≙ | بطولة USFSA / الدوري الفرنسي (1896–1932 / 1932–)                            |
|  | ألماني  | ≙ | أبطال ألمانيا / الدوري الألماني (1903–1963 / 1963–)                         |
|  | إيطالي  | ≙ | الدوري الإيطالي (1898–)                                                     |
|  | أسباني  | ≙ | الدوري الأسباني (1929–)                                                     |

- يشير الخط العريض إلى أن اللاعب لا يزال نشطًا في الدوريات الخمس الكبرى. لا يزال اللاعبون باللون المائل نشطين خارج دوريات الخمس الكبرى.

#### قائمة أفضل الهدافين في الدوريات الخمس الكبرى
- لا يتضمن الأهداف المسجلة في الدرجات الأدنى .
- اعتبارًا من 17 مايو 2025

| الترتيب | اللاعب              | الجنسية         | عدد الأهداف | الأهداف بالتفصيل على حسب الدوريات                 | الفترة    |
| ------- | ------------------- | --------------- | ----------- | ------------------------------------------------- | --------- |
| 1       | ليونيل ميسي         | الأرجنتين       | 496         | (474) إسباني (22) فرنسي                           | 2004–2023 |
| 2       | كريستيانو رونالدو   | البرتغال        | 495         | (103) إنجليزي (311) إسباني (81) إيطالي            | 2003–2023 |
| 3       | روبرت ليفاندوفسكي   | بولندا          | 379         | (312) ألماني (67) إسباني                          | 2010–     |
| 4       | جيمي غريفز          | إنجلترا         | 366         | (357) إنجليزي (9) إيطالي                          | 1957–1971 |
| 5       | غيرد مولر           | ألمانيا الغربية | 365         | (365) ألماني                                      | 1965–1979 |
| 6       | ستيف بلومر          | إنجلترا         | 314         | (314) إنجليزي                                     | 1892–1914 |
| 7       | ديكسي دين           | إنجلترا         | 310         | (310) إنجليزي                                     | 1924–1938 |
| 8       | زلاتان إبراهيموفيتش | السويد          | 302         | (156) إيطالي (16) إسباني (113) فرنسي (17) إنجليزي | 2004–2023 |
| 9       | ديليو أونيس         | الأرجنتين       | 299         | (299) فرنسي                                       | 1971–1986 |
| 10      | غوردون هودسون       | إنجلترا         | 288         | (288) إنجليزي                                     | 1925–1939 |
| 11      | آلان شيرر           | إنجلترا         | 283         | (283) إنجليزي                                     | 1988–2006 |
| 12      | كريم بنزيما         | فرنسا           | 281         | (43) فرنسي (238) إسباني                           | 2004–2023 |
| 13      | هاري كين            | إنجلترا         | 275         | (213) إنجليزي (62) ألماني                         | 2012–     |
| 14      | سيلفيو بيولا        | إيطاليا         | 274         | (274) إيطالي                                      | 1929–1954 |
| 15      | إدينسون كافاني      | الأوروغواي      | 267         | (112) إيطالي (138) فرنسي (12) إنجليزي (5) إسباني  | 2007–2023 |
| 16      | تشارلي بوتشان       | إنجلترا         | 258         | (258) إنجليزي                                     | 1912–1928 |
| 17      | ديفيد جاك           | إنجلترا         | 257         | (257) إنجليزي                                     | 1920–1938 |
| 18      | راؤول غونزاليس      | إسبانيا         | 256         | (228) إسباني (28) ألماني                          | 1994–2012 |
| 19      | نات لافتهوس         | إنجلترا         | 255         | (255) إنجليزي                                     | 1946–1960 |
| 20      | بيرنارد لاكومب      | فرنسا           | 255         | (255) فرنسي                                       | 1969–1987 |
| 21      | تيلمو زارا          | إسبانيا         | 251         | (251) إسباني                                      | 1940–1955 |
| 22      | فرانشيسكو توتي      | إيطاليا         | 250         | (250) إيطالي                                      | 1992–2017 |

#### قائمة اللاعبين الأكثر فوزا بالألقاب في الدوري
- لا يتضمن الألقاب في المواسم التي انتقل فيها اللاعب من النادي الفائز في بداية الموسم أو منتصفه.
- يجب على اللاعب أن يشارك في مباراة واحدة على الأقل في الدوري حتى يتم إدراج اللقب.

| الترتيب | اللاعب              | الجنسية   | عدد البطولات | البطولات بالتفصيل على حسب الدوريات | الفترة    |
| ------- | ------------------- | --------- | ------------ | ---------------------------------- | --------- |
| 1       | ريان غيغز           | ويلز      | 13           | (13) إنجليزي                       | 1990–2014 |
| 2       | توماس مولر          | ألمانيا   | 13           | (13) ألماني                        | 2008–     |
| 2       | باكو خينتو          | إسبانيا   | 12           | (12) إسباني                        | 1952–1971 |
| 4       | ليونيل ميسي         | الأرجنتين | 12           | (10) إسباني (2) فرنسي              | 2004–2023 |
| 5       | دافيد ألابا         | النمسا    | 12           | (10) ألماني (2) إسباني             | 2010–     |
| 6       | كينغسلي كومان       | فرنسا     | 12           | (2) فرنسي (1) إيطالي (9) ألماني    | 2012–     |
| 7       | مانويل نوير         | ألمانيا   | 12           | (12) ألماني                        | 2006–     |
| 12      | روبرت ليفاندوفسكي   | بولندا    | 12           | (10) ألماني (2) إسباني             | 2010–     |
| 9       | بول سكولز           | إنجلترا   | 11           | (11) إنجليزي                       | 1994–2013 |
| 10      | جانلويجي بوفون      | إيطاليا   | 11           | (10) إيطالي (1) فرنسي              | 1995–2021 |
| 11      | آريين روبن          | هولندا    | 11           | (2) إنجليزي (1) إسباني (8) ألماني  | 2004–2019 |
| 12      | تياغو ألكانتارا     | إسبانيا   | 11           | (4) إسباني (7) ألماني              | 2008–2024 |
| 13      | بيري                | إسبانيا   | 10           | (10) إسباني                        | 1964–1980 |
| 14      | غاري نيفيل          | إنجلترا   | 10           | (10) إنجليزي                       | 1992–2011 |
| 15      | زلاتان إبراهيموفيتش | السويد    | 10           | (5) إيطالي (1) إسباني (4) فرنسي    | 2004–2023 |
| 16      | ماركينيوس           | البرازيل  | 10           | (10) فرنسي                         | 2014–     |

#### قائمة اللاعبين الذين لعبوا في كل الدوريات الخمس الكبرى
يوضح الجدول أدناه اللاعبين الذين لعبوا في جميع الدوريات الخمس الكبرى.
| لاعب             | إنجلترا         | فرنسا  | ألمانيا       | إيطاليا      | إسبانيا  | س   |
| ---------------- | --------------- | ------ | ------------- | ------------ | -------- | --- |
| فلورين رادوتشويو | وست هام يونايتد | موناكو | نادي شتوتغارت | باري         | إسبانيول | نعم |
| فلورين رادوتشويو | وست هام يونايتد | موناكو | نادي شتوتغارت | بريشيا       | إسبانيول | نعم |
| فلورين رادوتشويو | وست هام يونايتد | موناكو | نادي شتوتغارت | هيلاس فيرونا | إسبانيول | نعم |
| فلورين رادوتشويو | وست هام يونايتد | موناكو | نادي شتوتغارت | ميلان        | إسبانيول | نعم |
| كريستيان بولسن   | ليفربول         | إيفيان | شالكه 04      | يوفنتوس      | إشبيلية  | لا  |
| ستيفان يوفيتيتش  | مانشستر سيتي    | موناكو | هرتا برلين    | إنتر ميلان   | إشبيلية  | نعم |
| ستيفان يوفيتيتش  | مانشستر سيتي    | موناكو | هرتا برلين    | فيورنتينا    | إشبيلية  | نعم |
| جاستن كلويفرت    | بورنموث         | نيس    | آر بي لايبزيغ | روما         | فالنسيا  | نعم |

### المدربين

#### قائمة المدربين الذين تولوا تدريب فرق في كل الدوريات الخمس الكبرى
يوضح الجدول أدناه المديرين الفنيين الذين قاموا بالتدريب في جميع الدوريات الخمس الكبرى.
| مدرب           | إنجلترا | فرنسا            | ألمانيا     | إيطاليا | إسبانيا    |
| -------------- | ------- | ---------------- | ----------- | ------- | ---------- |
| كارلو انشيلوتي | تشيلسي  | باريس سان جيرمان | بايرن ميونخ | بارما   | ريال مدريد |
| كارلو انشيلوتي | تشيلسي  | باريس سان جيرمان | بايرن ميونخ | يوفنتوس | ريال مدريد |
| كارلو انشيلوتي | إيفرتون | باريس سان جيرمان | بايرن ميونخ |         | ريال مدريد |
| كارلو انشيلوتي | ميلان   | باريس سان جيرمان | بايرن ميونخ |         | ريال مدريد |
| كارلو انشيلوتي | نابولي  | باريس سان جيرمان | بايرن ميونخ |         | ريال مدريد |

كارلو أنشيلوتي هو المدرب الأول والوحيد الذي فاز بألقاب الدوري في جميع دوريات الخمسة الكبرى.

## ملحوظات
1. 1 2  ريال مدريد كان يعرف باسم نادي مدريد لكرة القدم من عام 1931 حتى عام 1941.
2. 1 2  أتلتيكو مدريد كان يعرف باسم أتلتيكو للطيران من عام 1939 حتى عام 1947.